# Mesacanthion primitivum
Mesacanthion primitivum är en rundmaskart. Mesacanthion primitivum ingår i släktet Mesacanthion, och familjen Enoplidae. Arten är reproducerande i Sverige.